# Bezserifni font
Bezserifni font (фр. sans-serif) je tipografski naziv za font koji nema male dodatke nazvane serifi koji se nalaze na krejevima linija karaktera. Termin dolazi od francuske reči sans, sto znači „bez“.
U štampi, bezserifni fontovi su češće upotrebljavani za naslove nego za sam tekst. Razlog je u tome što se serifi smatraju čitljivijima za veće veličine fontova. Bezserifni oblici su međutim, široko prihvaćeni za glavni tekst u Evropi.
Bezserifni fontovi su postali standard za tekst na ekranu, posebno na internetu, zbog toga što se na elektronskim ekranima bezserifni fontovi prikazuju bolje od serifnih. Ovo važi i za televiziju, gde je retka upotreba serifnih fontova.
Pre nego što je termin sans-serif postao standardan u engleskoj tipografiji, brojni drugi termini su korišćeni. Jedan od tih je gotski, koji se još uvek koristi u japanskoj tipografiji i ponekad je viđen kod imena fontova kao New Century Gothic.
Bezserifni fontovi su ponekad, posebno u starim dokumentima, korišćeni kao alat za naglašavanje, zbog njihovog tipično zadebljanog izgleda.

## Klasifikacija
Bezserifni fontovi se prema dizajnu mogu podeliti u četiri glavne grupe:
1. Grotesktni, rani sans-serif dizajn kao i Royal Gothic.
2. Neo groteskni ili tranzicionalni, moderni dizajn kao što su Standard, Helvetica, Arial i Univers. Ovi su najčešći sans-serif fontovi. Oni su uglavnom ravnijeg izgleda i imaju manju debljinu linija nego humanistički sans-serif fontovi. Tranzicionalni sans-serif je ponekad nazivan «anonimni sans-serif» zbog njegovog jednostavnog izgleda.
3. Humanistički (Johnston, Gill Sans, Frutiger i Optima) su najkaligrafičniji od sans-serif fontova, sa nekim varijacijama u debljini linije i većom čitljivošću nego drugi sans-serif fontovi.
4. Geometrijski: Avant Garde, Century Gothic, Futura, Gotham, Spartan, kako sam naziv sugerira, su bazirani na geometrijskim oblicima. Naročito je okruglo slovo «O» i veoma je jednostavna konstrukcija malog «a». Geometrijski sans serif fontovi imaju veoma moderan dizajn.

Drugi često korišćeni sans-serif fontovi su Akzidenz Grotesk, Franklin Gothic, Lucida Sans, MS Sans Serif, Myriad, Optima, Tahoma, Trebuchet MS, Verdana.